# Klaus Theweleit
Klaus Theweleit (ur. 7 lutego 1942 w Stołupianach) – niemiecki pisarz, literaturoznawca i socjolog.

## Życiorys
Urodził się w Stołupianach, w Prusach Wschodnich, 7 lutego 1942 r., jako piąte z szóstki dzieci kolejarza Bruno Theweleita i Käte z domu Minuth. Studiował germanistykę, anglistykę i muzykologię na uniwersytecie w Kilonii i Fryburgu. W 1977 r. ukończył studia doktorskie dysertacją pt. „Freikorpsliteratur; Vom deutschen Nachkrieg 1918–1923” (Literatura Freikorpsów. Z niemieckiego powojnia 1918-1923). Na podstawie tejże napisał, opublikowaną w dwóch tomach w roku 1977 i 1978 pracę pt. Męskie fantazje, w której, korzystając z aparatu pojęciowego stworzonego przez Deleuze’a i Guattariego, analizuje mentalność żołnierzy freikorpsów i ich poglądy na temat kobiet, przemocy i seksualności. W pracy tej skrytykował, ograniczające jego zdaniem, spojrzenie według którego dojście do władzy nazistów w Niemczech było efektem działania czynników gospodarczych w postaci wielkiego kryzysu i reparacji nałożonych na Niemcy w traktacie wersalskim. Theweleit podkreśla, że „typ mężczyzny, który zatriumfował w III Rzeszy, nie został ukształtowany ani w czasie dwudziestolecia międzywojennego, ani podczas I wojny światowej, tylko wcześniej. Uformował go pokój epoki wilhelmińskiej – nie otwarty konflikt zbrojny, ale rodzina, szkoła, otoczenie.”.
Wykładał w Instytucie Socjologii Uniwersytetu we Fryburgu i Niemieckiej Akademii Filmu i Telewizji w Berlinie. Od 1998 do 2008 roku był profesorem Państwowej Akademii Sztuk Pięknych w Karlsruhe.
Jest członkiem niemieckiego PEN Clubu. W 2021 r. otrzymał Nagrodę im. Theodora W. Adorno, nadawaną przez Frankfurt nad Menem.

## Twórczość i publikacje

### Książki w języku polskim
- Męskie fantazje, tłum. M. Falkowski, M. Herer, wyd. naukowe PWN, Warszawa 2015. ISBN 978-83-01-18198-7.
- Śmiech morderców. Breivik i inni, tłum. P. Stronciwilk, wyd. naukowe PWN, Warszawa 2022. ISBN 978-83-01-18543-5.

### Artykuły w języku polskim
- Baby z karabinem. tłum. M. Herer, w: „Bez Dogmatu: miesięcznik kulturalno-polityczny.” nr 3/4 (2014), s. 23–26.
- Futbol to przemoc: czwarta religia świata, w: „Forum”, nr 23 (2008), s. 39.
- Na oklep na pterodaktylu: w blasku statuetki, w: „Forum”, nr 11 (2010), s. 41.
- Oczy, tłum: M. Falkowski, M. Herer, w: „Widok. Teorie i praktyki kultury wizualnej”, nr 9 (2015).

### Książki w języku niemieckim
- Buch der Könige, Stroemfeld 1988–2003. ISBN 978-3-87888-265-7.
- Das Land das Ausland heißt. Essays, Reden, Interviews zu Politik und Kunst, DTV, Munich 1995. ISBN 978-3-423-30449-8.
- Der Knall. 11. September, das Verschwinden der Realität und ein Kriegsmodell, Stroemfeld 2002. ISBN 3-87877-870-8.
- Der Pocahontas Komplex, Stroemfeld 1999. ISBN 978-3-87877-751-9.
- Deutschlandfilme. Godard, Hitchcock, Pasolini. Filmdenken & Gewalt, Stroemfeld 2003. ISBN 3-87877-827-9.
- Friendly Fire. Deadline Texte, Stroemfeld 2005. ISBN 978-3-87877-940-7.
- Ghosts. Drei leicht inkorrekte Vorträge, Stroemfeld 1998. ISBN 978-3-87877-744-1.
- Heiner Müller. Traumtext, Stroemfeld 1996. ISBN 3-87877-579-2.
- Jimi Hendrix: Eine Biographie, Rowohlt, Berlin, Germany, 2010. ISBN 978-3-87134-614-9.
- Objektwahl. All You Need Is Love. Über Paarbildungsstrategien & Bruchstücke einer Freudbiographie, Stroemfeld 1990. ISBN 3-87877-321-8.
- Tor zur Welt. Fußball als Realitätsmodell, Kiepenheuer & Witsch, Cologne 2004. ISBN 3-462-03393-X.